# (300152) 2006 VO85
(300152) 2006 VO85 es un asteroide perteneciente al cinturón de asteroides descubierto el 14 de noviembre de 2006 por el equipo del Spacewatch desde el Observatorio Nacional de Kitt Peak, Arizona, Estados Unidos.

## Designación y nombre
Designado provisionalmente como 2006 VO85.

## Características orbitales
2006 VO85 está situado a una distancia media del Sol de 2,997 ua, pudiendo alejarse hasta 3,640 ua y acercarse hasta 2,354 ua. Su excentricidad es 0,214 y la inclinación orbital 4,926 grados. Emplea 1895,15 días en completar una órbita alrededor del Sol.

## Características físicas
La magnitud absoluta de 2006 VO85 es 16,6. 